# HD 47366
HD 47366 è una stella gigante arancione di magnitudine 6,12 situata nella costellazione del Cane Maggiore. Dista 278 anni luce dal sistema solare.

## Osservazione
Si tratta di una stella situata nell'emisfero celeste australe; grazie alla sua posizione non fortemente australe, può essere osservata dalla gran parte delle regioni della Terra, sebbene gli osservatori dell'emisfero sud siano più avvantaggiati. Nei pressi dell'Antartide appare circumpolare, mentre resta sempre invisibile solo in prossimità del circolo polare artico. Essendo di magnitudine pari a 6,1, non è osservabile ad occhio nudo; per poterla scorgere è sufficiente comunque anche un binocolo di piccole dimensioni, a patto di avere a disposizione un cielo buio.
Il periodo migliore per la sua osservazione nel cielo serale ricade nei mesi compresi fra dicembre e maggio; da entrambi gli emisferi il periodo di visibilità rimane indicativamente lo stesso, grazie alla posizione della stella non lontana dall'equatore celeste.

## Esopianeti
Il 19 gennaio 2016 sono stati scoperti due pianeti intorno a questa stella: HD 47366 b di 1,75 masse gioviane con periodo di rivoluzione molto simile a quello terrestre (363,3 giorni); e HD 47366 c di 1,86 masse gioviane che orbita intorno alla stella con un periodo molto simile a quello di Marte (684,7 giorni). Entrambi sono stati individuati con il metodo delle velocità radiali, utilizzato anche per calcolarne la massa.

### Prospetto del sistema
| Pianeta | Tipo            | Massa     | Raggio | Periodo orb. | Sem. maggiore | Eccentricità | Scoperta |
| ------- | --------------- | --------- | ------ | ------------ | ------------- | ------------ | -------- |
| b       | Gigante gassoso | ≥ 2,3 MJ  | —      | 359 giorni   | 1,28 au       | 0,06         | 2016     |
| c       | Gigante gassoso | ≥ 1,88 MJ | —      | 683 giorni   | 1,97 au       | 0,1          | 2016     |